# Zygmunt Jaźwiński
Zygmunt Jaźwiński (ur. 24 lipca 1890 w Chojnem, zm. 31 stycznia 1941 w KL Auschwitz) – polski adwokat, polityk i działacz społeczny, poseł na Sejm III kadencji w II RP, z ramienia Stronnictwa Narodowego.

## Życiorys
Ukończył gimnazjum w Kole oraz w 1914, studia prawnicze na uniwersytetach w Petersburgu i Moskwie. Po studiach pracował jako obrońca sądowy w Kole, a w latach 1916-39 jako adwokat w Kaliszu. Udzielał się społecznie w Towarzystwie Przyjaciół Teatru oraz Patronacie nad Więźniami. Był członkiem Komitetu Honorowego Stowarzyszenia Rzemieślników Chrześcijan pod wezwaniem św. Józefa w Kaliszu. Działał w Kaliskiej Ochotniczej Straży Pożarnej. Był ostatnim, przed II wojną światową, prezesem kaliskiego oddziału Towarzystwa Prawniczego oraz działaczem Związku Ludowo-Narodowego i Stronnictwa Narodowego. W latach 1930–1935 był posłem na Sejm III kadencji. 
Po wybuchu II wojny światowej we wrześniu 1939 przeniósł się do Warszawy, gdzie działał w konspiracji. Aresztowany przez gestapo 20 listopada 1940 wraz z Ignacym Dąbrowskim oraz grupą dziennikarzy z „Kuriera Warszawskiego” i uwięziony na Pawiaku w Warszawie, skąd 6 stycznia 1941 został wywieziony do obozu koncentracyjnego Auschwitz-Birkenau, gdzie zginął. Powodem aresztowania Jaźwińskiego była nie tylko udowodniona mu działalność konspiracyjna (nasłuch radiowy i kolportaż wiadomości radiowych), ale także jego wygłoszone w Sejmie odważne przemówienie, ostrzegające przed zawarciem paktu o nieagresji z Rzeszą Niemiecką.

## Rodzina
Był synem Bronisława Jaźwińskiego i Marii z domu Gryglewicz. W 1916 roku ożenił się z Marią Reginą z domu Neuman, z którą miał syna Bronisława - adwokata.